# Gió đứt

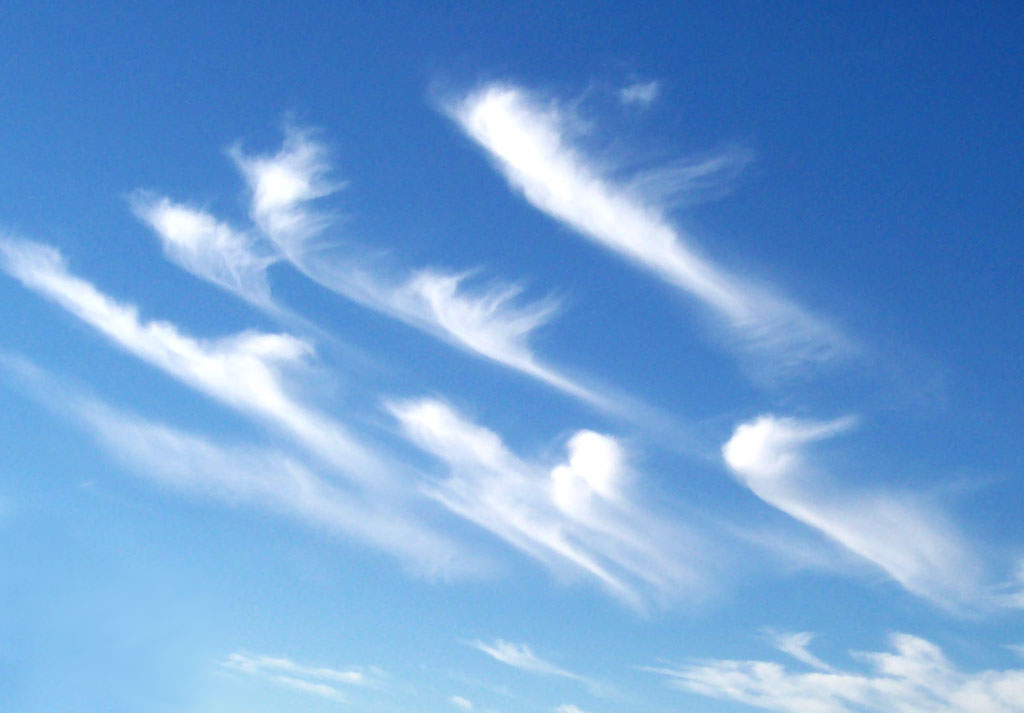
Chùm mây Cirrus với tinh thể băng thể hiện gió đứt mức cao, cùng với sự thay đổi tốc độ và hướng gió

Gió đứt (tiếng Anh: Wind shear) là một sự khác biệt về tốc độ và hướng gió trong một khoảng cách tương đối ngắn trong bầu khí quyển quả đất. Gió đứt khí quyển thường được mô tả hoặc là gió đứt chiều ngang hay chiều dọc. Gió đứt chiều dọc là sự thay đổi tốc độ gió hoặc hướng với sự thay đổi về độ cao. Gió đứt chiều ngang là sự thay đổi tốc độ gió với sự thay đổi vị trí chiều cho một độ cao nhất định.
Gió đứt là một hiện tượng khí tượng nhỏ xảy ra trong một khoảng cách rất nhỏ, nhưng nó có thể được kết hợp với các yếu tố đặc tính thời tiết quy mô trung bình hoặc lớn như đường cơn gió mạnh hoặc frông lạnh. Nó thường được quan sát gần các hệ thống gió mạnh gần mặt đất (downburst) hoặc nhỏ hơn (microburst) gây ra bởi các cơn dông, frông, các cơn bão, các khu vực có gió thấp cấp địa phương gọi là low level jet, gần núi, sự xâm nhập của bức xạ xảy ra do bầu trời trong lành và lặng gió, các tòa nhà, tuabin gió và thuyền buồm. Gió đứt có ảnh hưởng đáng kể đến việc kiểm soát hiệu ứng máy bay, và nó đã là nguyên nhân duy nhất hoặc đóng góp cho nhiều vụ tai nạn máy bay.
Gió đứt đôi khi được trải nghiệm bởi người đi bộ ở mức mặt đất khi đi bộ qua một quảng trường về phía một khối tháp và đột nhiên gặp phải một luồng gió mạnh đang chảy quanh đáy của tháp.
Sự chuyển động của âm thanh qua bầu khí quyển bị ảnh hưởng bởi gió đứt, có thể uốn cong mặt trước của sóng, làm cho âm thanh được nghe ở nơi mà chúng thường không thể, hoặc ngược lại. Gió đứt mạnh chiều dọc trong tầng đối lưu cũng ức chế sự phát triển của bão lốc nhiệt đới, nhưng giúp cấu tạo các cơn dông riêng lẻ vào các chu kỳ sống dài hơn mà sau đó có thể tạo ra thời tiết khắc nghiệt. Khái niệm gió nhiệt giải thích sự khác nhau về tốc độ gió ở các độ cao khác nhau phụ thuộc vào sự khác nhau về nhiệt độ theo chiều ngang và giải thích sự tồn tại của luồng khí (jet stream).

## Định nghĩa
Gió đứt là sự thay đổi của gió qua các khoảng cách ngang hoặc dọc. Các phi công máy bay thường coi gió đứt lớn là thay đổi theo chiều ngang trong vận tốc 30 giây (15 m/s) đối với máy bay hạng nhẹ, và gần 45 knot (22 m/s) đối với máy bay chở khách ở độ bay cao . Tốc độ đứng thay đổi lớn hơn 4,9 hải lý/s (2,5 m/s) cũng đủ tiêu chuẩn như gió đứt mạnh cho máy bay. Gió đứt ở mức thấp có thể ảnh hưởng đến tốc độ của máy bay khi cất cánh và hạ cánh một cách thảm khốc, và các phi công máy bay được huấn luyện để tránh tất cả các gió đứt microburst. Lý do cần chú ý thêm là: (1) cường độ gió nhỏ có thể tăng gấp đôi trong một phút hoặc ít hơn, (2) gió có thể chuyển sang gió chéo quá mức, (3) 40-50 hải lý là ngưỡng sống sót ở một số giai đoạn hoạt động ở mức thấp và (4) một số tai nạn gió đứt lịch sử liên quan đến các gió nhỏ 35-45 nút. Gió đứt cũng là một yếu tố quan trọng trong việc tạo ra các cơn bão nghiêm trọng. Nguy cơ nhiễu loạn bổ sung thường liên quan đến gió đứt.